# Conquistadores: Adventum
Conquistadores: Adventum és una sèrie de televisió espanyola emesa entre el 9 d'octubre i el 27 de novembre del 2017 per canal #0 de Movistar+. Va ser coproduïda entre aquest canal i Global Set, i dirigida per Israel del Santo.

## Sinopsi
La sèrie se centra en el descobriment i la conquista del continent americà per part dels espanyols. Arrenca en 1492 amb la partida de Cristòfor Colom en el seu primer viatge i acaba trenta anys després, amb el retorn de Juan Sebastián Elcano de la primera volta al món.

## Crítiques
La sèrie es va publicitar com una "aposta de rigor històric" amb episodis "carregats de dades". No obstant això, la crítica la considera "a mig camí entre la ficció i el documental, ja que narra els successos històrics que van envoltar el descobriment d'Amèrica però també té part de ficció".
Després del primer episodi, el crític Manuel Morales va lloar "una realització molt cuidada, amb localitzacions naturals, que la fa creïble" però va lamentar l'ús de la veu en off, va trobar a faltar més acció i va alertar que "alguns detalls [històrics] grinyolen".

## Repartiment
- Eduardo San Juan: Juan Rodríguez de Fonseca
- Nacho Acero: Gonzalo Guerrero
- Paco Illescas: Pánfilo de Narváez
- Aitana Sánchez-Gijón: Isabel I de Castella
- Paco Manzanedo: Vasco Núñez de Balboa
- Erika Sanz: Isabel de Bobadilla
- Bruno Squarcia: Amerigo Vespucci
- Mario de la Rosa: Juan de la Cosa
- Eduardo Ruiz: Ferran II d'Aragó
- José Sisenando: Francisco Pizarro
- Miguel Díaz Espada: Hernán Cortés
- Denis Gómez: Fernando de Magallanes
- Miguel Lago Casal: Cristòfor Colom
- Roberto Bonacini: Alonso de Ojeda
- Mauro Muñiz de Urquiza: Juan Sebastián Elcano
- Jon Bermúdez: Luis de Mendoza
- Diego Recua: Juan de Cartagena
- Pau Carreres: Juan Ponce de León
- Aitor Legardon: Cabeza de Vaca